# Way Maker
"Way Maker" é uma canção de adoração cristã contemporânea escrita pela cantora gospel nigeriana Sinach e lançada como single em 30 de dezembro de 2015. Diversos artistas fizeram covers da canção cristã em 2019-2020, incluindo Michael W. Smith, Mandisa, Leeland, Christafari, Passion Worship Band e Bethel Music.

## Lançamento e recepção
Em novembro de 2016, Sinach lançou um álbum de 18 faixas, Waymaker - Live, intitulado após o single que obteve sucesso comercial, e recebeu certificado de ouro pela Recording Industry of South Africa (RISA). Sinach foi avaliada pelo Pulse Nigeria como a artista feminina da década, a artista gospel feminina da década e a sétima artista da década na Nigéria.

## Vídeo musical
Sinach lançou o videoclipe "Way Maker" no YouTube em 30 de dezembro de 2015. O vídeo mostra-lhe cantando ao ar livre. Foi dirigido por Ose Iria e o áudio foi produzido por Mayo.
Em 7 de março de 2019, o vídeo "Way Maker" alcançou 100 milhões de visualizações, tornando Sinach a primeira cantora gospel nigeriana e a terceira cantora nigeriana a realizar tal feito. No final de 2019, a Rhythm 93.7 FM Lagos relatou "Way Maker" como o segundo videoclipe nigeriano mais visto na história do Youtube.

## Prêmios
| Ano  | Organização     | Prêmio        | Resultado | Ref.  |
| ---- | --------------- | ------------- | --------- | ----- |
| 2020 | GMA Dove Awards | Música do Ano | Venceu    | [ 9 ] |

## Desempenho comercial
Em outubro de 2019, Joel Osteen convidou Sinach para visitar a Lakewood Church em Houston, Texas, onde ela cantou a música ao vivo.

## Coverse versões
Diversos artistas da música cristã em todo o mundo fizeram cover da canção, incluindo Michael W. Smith, Leeland, Christafari e vários artistas da Bethel Music. Foi cantada em igrejas em todo o mundo, e foi traduzido para 50 idiomas.
Em novembro de 2019, Christafari, juntament com com Avion Blackman, lançou uma versão reggae de "Way Maker".
Em uma entrevista à Billboard, Michael W. Smith disse que se inspirou para fazer o cover depois que sua filha Anna falou sobre como era sua música preferida; ele tocou pela primeira vez em seu show na Bridgestone Arena em Nashville, em agosto de 2018. Mais tarde, ele foi convidado a fazer uma versão de rádio mais curta, mas não saiu bem, então ele fez o dueto com sua vocalista de apoio Vanessa Campagna. Em 1 de fevereiro de 2020, Michael W. Smith lançou "Waymaker" junto com Campagna e Madelyn Berry. Em março, a música marcou a primeira vez em 16 anos que Smith alcançou um top 10 da Billboard com um single não lançado em um feriado. A versão de Smith alcançou a posição n.º 3 na Hot Christian Songs e a 4.ª posição no Christian Airplay. Em resposta à pandemia de coronavírus na Itália e vendo residentes italianos cantando nas varandas, Campagna pediu a Smith para gravar uma versão italiana, que eles lançaram em 27 de março como "Aprirai Una Via". A versão de Smith mais tarde alcançaria o primeiro lugar na parada Christian Airplay em maio.
A versão de Leeland, "Way Maker (Live)", foi originalmente lançada em 16 de agosto de 2019 como um videoclipe e um single de pré-ordem de seu próximo álbum, Better Word. Em uma entrevista para o blog Thir.st, o cantor Leeland Mooring disse que sua mãe viu o vídeo de Sinach no YouTube pela primeira vez dois anos antes, e no ano seguinte eles começaram a cantar a música em sua igreja local e depois em outras igrejas. Mooring disse: "Não importava qual era a demografia das pessoas ou a denominação da igreja. Cada vez que cantávamos "Waymaker", todos se apegavam a ela também. Era algo muito especial." Mooring disse que quase fez Sinach vir cantar com eles no álbum, mas ela não pôde comparecer. A canção entrou na parada do Billboard Hot Christian Songs em 11 de abril de 2020 na 9.ª posição, marcando a primeira vez na história do Hot Christian Songs que duas versões da mesma música apareceram simultaneamente em seu top 10 (com a versão de Smith no 3.º lugar). Duas outras versões de "Way Maker" também apareceram naquela semana: Mandisa no 38.º lugar e Passion (com Kristina Stanfill, Kari Jobe e Cody Carnes) no 39.º lugar.
Em 27 de fevereiro de 2020, a líder de louvor Darlene Zschech gravou uma versão de "Way Maker" com William McDowell e um coro para o próximo álbum da Integrity Music. O vídeo deles foi postado em junho.
Em maio de 2020, Sinach se tornou a primeiro artista africana a liderar a parada de compositores cristãos da Billboard. Em junho de 2020, a canção alcançou o primeiro lugar no Christian Copyright Licensing International Top 100 Songs, um ranking baseado na frequência com que uma canção é usada no culto religioso.
No Brasil, a música ganhou algumas versões e foi regravada por diversos ministros, dentre os mais notáveis Ana Paula Valadão, Soraya Moraes, Nívea Soares e Aline Barros.

## Impacto
Em 2020, as gravações em vídeo da música se tornaram virais nas redes sociais de pessoas que se reuniram em seus carros em torno de um hospital em Albany, Geórgia, cantando e orando por aqueles que trabalhavam no sistema médico Phoebe Putney, durante a pandemia de COVID-19. Além disso, dezenas de carros estavam estacionados em frente ao Poinciana Medical Center em Kissimmee, Flórida, onde as pessoas se reuniam e cantavam "Way Maker".
"Way Maker" também foi cantada nos protestos antirracistas nos Estados Unidos em Milwaukee, Wisconsin e Minneapolis, Minnesota.